# Gajan (Gard)
Gajan és un municipi francès, situat al departament del Gard i a la regió d'Occitània.

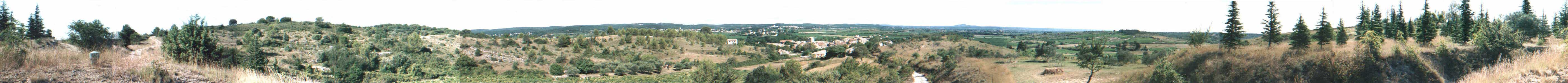
Vista panoràmica de Gajan